# آلیشا کلس
آلیشا کلس (انگلیسی: Alisha Klass؛ زاده ۳ ژانویهٔ ۱۹۷۲) بازیگر پورنوگرافی اهل ایالات متحده آمریکا است.